# Garth L. Nicolson
Garth L. Nicolson (nacido el 1 de octubre de 1943) es un bioquímico estadounidense que hizo un modelo científico histórico para la membrana celular, conocido como Modelo de mosaico fluido. Es el fundador del Instituto de Medicina Molecular de California y se desempeña como Presidente, Director Científico y Profesor Emérito de Patología Molecular. También es profesor conjunto en la Facultad de Ciencia y Tecnología, Universidad de Newcastle (Australia). Durante el brote del síndrome de la Guerra del Golfo, fue la principal autoridad en el estudio de la causa, el tratamiento y la prevención de la enfermedad. Fue nombrado presidente del Panel Médico-Científico de la Conferencia de Veteranos de la Guerra del Golfo Pérsico. Ante la sospecha de la bacteria que causó la enfermedad como producto de guerra biológica, realizó extensas investigaciones científicas y sirvió como autoridad en la Cámara de Representantes de los Estados Unidos.  Por su servicio fue conferido Coronel honorario de las Fuerzas Especiales del Ejército de los Estados Unidos Y SEAL honorario de la Marina de los Estados Unidos.
Con Seymour Jonathan Singer, Nicolson publicó un artículo titulado "El modelo de mosaico fluido de la estructura de las membranas celulares" en 1972, que ahora se considera un artículo clásico en biología celular.
Con más de 600 artículos científicos, la mayor parte de la investigación de Nicolson se centra en la biología del cáncer y las propiedades celulares relacionadas con el envejecimiento.

## Biografía
Nicolson nació en Los Ángeles, California. Se graduó de la Universidad de California, Los Ángeles en 1965 con una especialización en química. Se unió a la investigación en bioquímica en la Universidad de California, San Diego, de donde obtuvo su doctorado en 1970. Fue becario predoctoral USPHS de 1967 a 1970. Durante 1970-1971 trabajó como Sénior Investigador asociado en el Centro de Cáncer Armand Hammer del Laboratorio del Consejo del Cáncer en el Instituto Salk de Estudios Biológicos, La Jolla. Se convirtió en Jefe del Laboratorio del Consejo del Cáncer, así como Director del Laboratorio de Microscopía Electrónica en 1972. En 1974 asumió la Presidencia del Departamento de Biología del Cáncer, cargo que ocupó hasta 1976. En 1975 fue nombrado Profesor en el Departamento de Biología Celular y del Desarrollo en la Universidad de California, Irvine. En 1978, también se convirtió en profesor en el Departamento de Fisiología y Biofísica de la Facultad de Medicina de la Facultad de Medicina de la Universidad de California, Irvine School of Medicine, de la Universidad de California en Irvine. En 1980 se le otorgó el puesto de Profesor Florence M. Thomas de Investigación del Cáncer en el Centro Oncológico M. D. Anderson de la Universidad de Texas, Houston, donde trabajó durante siete años. Entre 1980 y 1996 también fue profesor en el  Escuela de Graduados de Ciencias Biomédicas, Centro de Ciencias de la Salud de la Universidad de Texas; así como David Bruton Jr. Catedrático de Investigación del Cáncer, Profesor y Director de Biología de Tumores en Centro Oncológico M. D. Anderson de la Universidad de Texas. También fue profesor en el Departamento de Patología y Medicina de Laboratorio de la Facultad de Medicina de la Universidad de Texas de 1982 a 1998. Durante 1981-1998 fue profesor adjunto en el Departamento de Patología de la Facultad de Medicina Veterinaria, Universidad de Texas A&M. De 1989 a 1999 fue profesor en el Departamento de Medicina Interna de la Facultad de Medicina de la Universidad de Texas. En 1996, fundó el Instituto de Medicina Molecular en Huntington Beach en 1996. Se convirtió en su presidente, director científico y profesor de investigación de patología molecular. También se desempeña como profesor de Medicina Integrativa en Capitol University of Integrative Medicine. Desde 2003 también es profesor adjunto en la Facultad de Ciencia y Tecnología de la Universidad de Newcastle (Australia).
Es editor fundador del comité editorial de "Cancer and Metastasis Reviews".

## Contribuciones

### Modelo de mosaico fluido de la membrana celular
Mientras trabajaba como investigador asociado en el Instituto Salk de Estudios Biológicos, Nicolson colaboró con Seymour Jonathan Singer de la Universidad de California, San Diego. Hicieron un modelo fundamental para la estructura de las membranas celulares, al que llamaron Modelo de mosaico fluido, y lo publicaron en un artículo de 12 páginas en la edición del 18 de febrero de 1972 de  Science  . Fue el primer modelo en biología celular que se basó en propiedades de termodinámica. Las descripciones anteriores de la membrana celular tenían serias inconsistencias con las propiedades observadas de la bicapa lipídica. Según el modelo de mosaico fluido, a diferencia de otros modelos, la membrana celular está compuesta por una única bicapa lipídica asociada a dos grupos de proteínas. Las proteínas periféricas se encuentran en la superficie, mientras que las proteínas integrales están incrustadas en la capa lipídica. Las proteínas son muy variadas, creando así un patrón de mosaico. La mayor parte de la membrana está compuesta de fosfolípidos, que exhiben fluidez como el aceite. Los fosfolidos no solo son estacionarios, sino que pueden moverse, y las proteínas pueden moverse en la capa líquida de lípidos. Estas propiedades dan flexibilidad a la membrana. El modelo resultó ser la base de la comprensión moderna de la estructura y funciones de la membrana celular. Aunque sus supuestos básicos siguen siendo ciertos, la naturaleza dinámica se ha subestimado y se ha incorporado más información con nuevos descubrimientos.

### Síndrome de la Guerra del Golfo y controversia
Después de la Guerra del Golfo de 1990-1991, varios veteranos de guerra sufrieron una enfermedad similar, conocida popularmente como Síndrome de la Guerra del Golfo. Indicaron síntomas como fatiga crónica, dolores de cabeza, pérdida de memoria, dolor muscular, náuseas, problemas gastrointestinales, dolor en las articulaciones, dolor en los ganglios linfáticos, aumento de la sensibilidad química y otros signos y síntomas. Nicolson se convirtió en uno de los principales expertos en la investigación de la causa y la cura de la enfermedad. Inicialmente, el gobierno de los Estados Unidos descartó las enfermedades como consecuencia de la Guerra del Golfo, como la exposición a Guerra biológica o Guerra química. Nicolson y su esposa Nancy se convirtieron en la voz principal para plantear el problema. Identificaron al patógeno causal como "Mycoplasma fermentans", que era una cepa diferente del patógeno natural, lo que plantea la posibilidad de que se trate de un arma biológica creada por el hombre. Trataron con éxito a pacientes con múltiples ciclos de antibióticos específicos, como doxiciclina, ciprofloxacina, azitromicina, claritromicina o minociclina. El "testimonio escrito" de Nicolson ante el Senado de los Estados Unidos en 1998 establece que: "Consideramos que es bastante probable que muchos de los veteranos de la Tormenta del Desierto que sufren los signos y síntomas de GWI hayan estado expuestos a toxinas químicas / biológicas (fuentes exógenas o endógenas de estas agentes) que contienen microorganismos de proliferación lenta ( Mycoplasma ,  Brucella ,  Coxiella burnetii , etc.), y tales infecciones, aunque no suele ser mortal, puede producir varios signos y síntomas crónicos mucho tiempo después de la exposición. Mientras que otros investigadores encontraron resultados negativos para la infección por "Mycoplasma", El equipo de Nicolson encontró una alta prevalencia de infecciones por "Mycoplasma".

## Premios y reconocimientos
- Premio anual de la Common Cause Medical Research Foundation de Canadá, en 2006
- Premio de Medicina Innovadora de Canadá, en 2002
- Premio Stephen Paget de la Metastasis Research Society, en 1998
- Premio Albert Schweitzer, en 1998
- Premio de la Sociedad Indoamericana para Profesionales de Laboratorio y Salud, en 1996
- Coronel (honorario) de las Fuerzas Especiales del Ejército de los Estados Unidos, en 1995
- SELLO (honorario) de las Fuerzas Especiales de la Marina de los Estados Unidos, en 1995
- Medalla Burroughs Wellcome de la Royal Society of Medicine Foundation, Londres, en 1991
- Premio de la facultad sobresaliente del Centro de Ciencias de la Salud de la Universidad de Texas en Houston, en 1991
- Premio de Intercambio de Científicos del Instituto Nacional del Cáncer de EE. UU. Por investigación colaborativa sobre aspectos moleculares y genéticos de la metástasis tumoral, en 1991
- Premio al investigador destacado del NCI / NIH, en 1987
- Presidente de la Sociedad de Investigación de Metástasis, 1988–1990 (Secretario-Tesorero, 1990–1998, y Vicepresidente, 1986–1988)
- Miembro de la Junta Directiva de la Asociación Estadounidense para la Investigación del Cáncer, 1985–1988
- Premio anual de la Sociedad Histoquímica de Japón, en 1976
- Premio Upjohn de Educación en Biología, en 1976
- Premio Presidencial de la Sociedad Americana de Microscopía Electrónica, en 1971